# ShadowKeep
ShadowKeep ist eine englische Power- und Progressive-Metal-Band aus Guildford, die im Jahr 1999 gegründet wurde.

## Geschichte
Die Band wurde im Jahr 1999 von den Gitarristen Chris Allen und Nikki Robson gegründet. Im Oktober nahmen sie zusammen mit Sänger Rogue M. eine EP in den Thin Ice Studios auf, wobei Threshold-Gitarrist Karl Groom als Produzent tätig war. Das Lied Dark Tower war auf einem Sampler eines deutschen Magazins zu hören, wodurch die Band einen Vertrag im Juni 2000 bei Limb Music Productions erreichte. Bei diesem Label erschienen die ersten beiden Alben Corruption Within und A Chaos Theory. Die Band trat zusammen mit Ronnie James Dio, Halford, Symphony X, Dream Evil und Flotsam and Jetsam auf und spielte unter anderem in Großbritannien, Amerika, Deutschland und den Niederlanden. Währenddessen veränderte sich die Besetzung der Band mehrfach, wobei unter anderem auch Bassist Stony Grantham zur Band kam. Danach begannen die Arbeiten zum dritten Album The Hourglass Effect, erneut mit Karl Groom in den Thin Ice Studios. Währenddessen kamen Sänger Richie Wicks, vorher bei Tygers of Pan Tang und Angel Witch tätig, sowie Schlagzeuger Omar Hayes zur Besetzung. Nachdem die Band einen Vertrag bei Melissa Records abgeschlossen hatte, erschien das Album im November 2008. Im Jahr 2009 verließ Wicks die Band wieder und wurde kurz darauf durch Matt Oakman ersetzt.

## Stil
Die Band spielt Power Metal mit progressiven Einschüben, wobei sie mit Queensrÿche vergleichbar ist.

## Diskografie
- 1999: Shadow Keep (EP, Eigenveröffentlichung)
- 2000: Corruption Within (Album, Limb Music Productions)
- 2002: A Chaos Theory (Album, Limb Music Productions)
- 2008: The Hourglass Effect (Album, Melissa Records)